# Grad Mirna
Grad Mirna (nemško Burg Neudegg) je grad na Dolenjskem, ob sotočju rek Mirne in Vejarščice, na podaljšanem rebru hriba Gorenjske gore na nadmorski višini 263 m.

## Zgodovina
Grad Mirna, eden lepših in redkih obnovljenih kulturnih spomenikov srednjeveške arhitekture na Slovenskem, se je razvil na osnovah nekdanjega halštatskega gradišča. Zaznamovala so ga vsa zgodovinska obdobja od rimskih časov, preko zgodnjega in visokega srednjega veka do konca 19. stoletja. Srednjeveški grad pa je najbrž nastal že proti koncu 11. stoletja. V pisnih virih se prvič pojavi leta 1165, nato 1180 in 1250. Na gradu je gospodaril rod po gradu imenovanih ministerialov, plemenitih Mirnskih. Leta 1228 je prešel v roke oglejskih patriarhov, leta 1339 pa so grad kupili Celjski grofje. Po izumrtju Celjanov leta 1456 je grad prešel v habsburško posest, kot deželnoknežji fevd pa so ga upravljali baroni Auerspergi (Turjaški). Kasneje so se lastniki hitro menjavali. V začetku 17. stoletja je prešla grajska posest v roke grofom Erdödijem, Wazenbergom, Paradeiserjem, grofu Rafaelu Caraduzziju, grofom Lambergom in Gallom. Sredi 19. stoletja je iz plemiških prešel v meščanske roke. V drugi svetovni vojni, decembra 1942, pa je bil grad požgan. Po vojni so grad še večkrat minirali in skoraj povsem porušili.

## Stavbni razvoj gradu
Stavbni razvoj gradu je potekal skozi več zgodovinskih obdobij in faz. Kot najstarejši del gradu se kaže nekdanja visoka romanska hiša, ki tvori danes jugovzhodni vogal osrednjega palacija. Trinadstropna hiša na pravokotnem tlorisu je nastala že v drugi polovici 11. stoletja. V drugi polovici 13. stoletja pa je verjetno nastal na kvadratnem tlorisu samostojni stolp, ki je stal pod romansko stolpasto hišo. Služil je tako obrambnim kot stanovanjskim namenom. Ko je leta 1339 v celoti prešel v posest Celjskih grofov, so prvotno visoko hišo temeljito razširili in predelali v obsežen dvonadstropni visokogotski palacij. Stavbo so okrasili s kvalitetnimi kamnoseško obdelanimi stavbnimi členi. Zaradi povečane nevarnosti turških vpadov, so grad v prvi polovici 16. stoletja utrdili z obsežnim obzidnim pasom, ki je obdal osrednji palacij in izpostavljeni stolp iz 13. stoletja. Novo obzidje so na enem vogalu zaščitili s polkrožnim stolpom, znotraj obzidja pa so uredili lesene obrambne hodnike. Prav tako pa so z obzidjem in stolpi utrdili tudi pristavo pod gradom. Po prenehanju nevarnostjo turških vpadov je grad doživel ponoven razcvet. Leta 1646 je grof Rafael Carduzzi preuredil grad v gubernijsko podeželsko rezidenco in pri tem temeljito prezidal staro srednjeveško trdnjavo v novo renesančno arhitekturo z arkadnimi sistemi italijanske umetnostne šole. Sredi 18. stoletja je bila prizidana gradu v severnem zunanjem kotu med vzhodnim obzidjem in oglatim stolpom grajska kapela s kvalitetno notranjo opremo, spodnjo romansko kapelo pa so podrli. Novo grajsko kapelo je dala prizidati, domnevno po načrtih iz kroga baročnega arhitekta Candida Zullianija, družina Gall. Reprezentančne notranje prostore v osrednjem palaciju pa so okrasili s serijo velikih baročnih oljnih slik, ki so deloma delo beneškega slikarja Nicola Grassija. V takšni podobi je grad ostal vse do leta 1942, ko so ga požgali partizani. Leta 1962 je razvalino gradu dobil v 99-letno uporabo, leta 1965 pa še dovoljenje za obnovo, Marko Marin, ki je vodil in večinoma tudi sam financiral obnovo vse do svoje smrti.

## Notranja oprema gradu
V prvem nadstropju palacija je bila urejena spodnja jedilnica, ki so jo v 18. stoletju krasili štirje veliki portreti cesarja Karla VI. in cesarice Elizabete ter cesarja Jožefa I. in cesarice Amalije. Portreti, ki so bili vsi opremljeni z dragocenimi okvirji, so krasili tudi sosednje prostore. Stari arhivski viri omenjajo še portrete cesarja Leopolda in njegove soproge ter barona Ferdinanda Ernesta Galla, njegove soproge in sinov. Umetnostno pomembnih pa je bilo zlasti 11 velikih oljnih slik, s katerimi so opremili dve izmed petih med seboj krožno povezanih soban v reprezentančnem drugem nadstropju: 4 slike v Tiepolovi tradiciji s prizori iz Jakobove zgodbe, ki jih je mogoče pripisati beneškemu slikarju Nicolu Grassiju in 7 slik z antičnimi prizori v beneški maniri. Med požigom gradu leta 1942 je zgorela vsa pohištvena oprema, z izjemo dragocenih velikih oljnih slik, ki so brez sledu izginile.